# ریکاردو ماشی
ریکاردو ماشی (انگلیسی: Ricardo Mañé؛ ۱۴ ژانویهٔ ۱۹۴۸ – ۹ مارس ۱۹۹۵) ریاضی‌دان، و استاد دانشگاه اهل اروگوئه که به دلیل مشارکت در سیستم‌های دینامیکی و نظریه ارگودیک مشهور بود.

## جوایز
وی همچنین برندهٔ جوایزی همچون کمک‌هزینه گوگنهایم شده‌است.